# Okean ljubvi
Okean Lubvi (Океан любви, hrv. Ocean ljubavi) zbirka od najboljih pjesama ruskog glazbenika Nikolaja Noskova iz 2003. godine. Na albumu se nalazilo 12 skladbi. Posljednji album na kojem je pjevač za NOX Music. Nakon ovog potpisao je ugovor s Misterijom zvuka.

## Popis pjesama
1. Eto zdorovo (Это здорово)
2. Romans (Романс)
3. Dišu tišinoj (Дышу тишиной)
4. Uznat' tebja (Узнать Тебя)
5. Ispoved' (Исповедь)
6. Dobroj noći (Доброй ночи)
7. Zimnajaa noć (Зимняя ночь)
8. Sneg (Снег)
9. Daj mne šans (Дай мне шанс)
10. Moj drug (Мой друг)
11. Primadonna (Примадонна)
12. Ja tebja prošu (Я Тебя Прошу)